# Ракушечный Яр
Ракушечный Яр — неолитическое поселение, расположенное около станицы Раздорская в Усть-Донецком районе Ростовской области. По результатам раскопок этого поселения в 1983 году Т. Д. Белановской была выделена ракушечноярская культура. Поселение Ракушечный Яр имеет статус объекта археологического наследия федерального значения.

## История
Неолитическое поселение Ракушечный Яр расположено недалеко от станицы Раздорской на острове Поречный. В этом древнем поселении обнаружено двадцать три культурных слоя, включая неолит и энеолит 7000 — 3000 лет до нашей эры. Культурные слои разделены слоем песка и супесями толщиной около 5 до 10 см. В некоторых слоях встречается множество раковин, остатки обмазки стен жилищ. Различие компонентов в слоях говорит о том, что жители поселения периодически покидали его, а через некоторое время вновь возвращались. Возможно, это было связано с разливами Дона. Наличие большого количества культурных слоев свидетельствует о популярности этого места как у древних людей, так и средневековых жителей Дона. Из ранненеолитических памятников региона поселение Ракушечный Яр является одним из самых древних. Нижние слои датируются второй половиной 7 тыс. до нашей эры.
Многочисленные археологические находки в поселении свидетельствуют о том, что основным занятием его жителей было рыболовство и собирательство. Жители Ракушечного Яра в период неолита стали одомашнивать животных. Нижние культурные слои Ракушечного Яра относятся к середине седьмого тысячелетия до нашей эры. В отличие от стоянки Раздорская II, в культурных слоях поселения Ракушечный Яр найдена керамика с орнаментом. Эти находки отличают поселение Ракушечный Яр от находок на стоянке Раздорская II.
Первым в 1956 году обнаружил поселение Ракушечный Яр руководитель школьного археологического кружка, местный краевед Л. Т. Агарков (1923—1992). В 1959 году на этом месте проводил раскопки Северо-Донецкий отряд кафедры археологии Ленинградского государственного университета. С 1961 по 1979 год работы продолжались с перерывами силами Ленинградского университета под руководством Т. Д. Белановской. Студенты университета — археологи и историки проходили там летнюю археологическую практику. С 2008 года по настоящее время (2019) исследования памятника Ракушечный Яр проводятся Нижнедонской экспедицией Эрмитажа совместно с Донским археологическим обществом. Руководитель экспедиции Е. В. Долбунова.
К найденным артефактов поселения относится керамика — глиняная посуда, представленная чашками и горшками. Анализ материала показал наличие в глиняном замесе посуды мелко растёртых ракушек. Во втором и третьем культурном слое появляются богато орнаментированные остродонные сосуды. Они найдены во втором и третьем культурном слое. В орнаментах встречаются прямые и зигзагообразные линии, овалы. Встречаются также сосуды без орнамента.
Среди найденных орудий труда в поселении Ракушечный Яр — скребки, утюжки, грузила, шила, острия и др. Изготовлены орудия труда из костей животных, рогов оленей, сланца, кварцита и др.
В настоящее время коллекция артефактов Ракушечного Яра раскопок Т. Д. Белановской хранится в Государственном Эрмитаже. В этой коллекции представлена древнейшая глиняная посуда, предметы искусства и орудия труда. Археологический материал поселения представлен также в археологической коллекции Раздорского этнографического музея-заповедника.